# 苦路

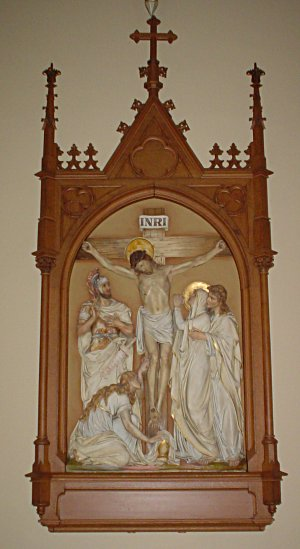
第十二处苦路：耶穌十字架上死亡，天主教迪比克总教区圣拉斐尔主教座堂

苦路或稱拜苦路（拉丁語：Via Crucis）是指基督宗教的一種模仿耶路撒冷耶穌被釘上十字架過程重現的宗教活動，直譯為“十字架之路”，主要進行於四旬期間。17世紀時方濟會士聖良納（St. Leonard Of Port Maurice）开始宣揚拜苦路的敬禮，最後在1731年教宗克萊孟十二世（Clement XII）確定14處地方為苦路地方和敬禮儀式，教宗若望保祿二世曾重編拜苦路內容，重編內容包括了紀念主的復活。它已成為最常見的祈禱活動之一，在許多西方基督教教會都會紀念拜苦路，包括天主教會、信義會、聖公會、循道會。

## 歷史
耶路撒冷苦路十四处是基督徒等，追思與朝聖之路，是耶穌背上十字架，前往刑場遊街示眾的路途 。

首先是耶穌被鞭打的地方（即係所謂的安東尼亞堡壘，是耶穌時代的一支附屬羅馬第十海峽軍團的軍隊駐守的地方，但事實上安東尼亞堡壘只是羅馬軍隊駐地並不是總督的官邸，羅馬總督在耶路撒冷住的是大希律王生前的「希律宮殿」，因此耶穌所有的審判和鞭刑是在希律宮殿發生的。），然後他背負十字架遊街三次跌倒之處，各地均有圓形紀念標記。沿途曲曲折折，上階梯經過商場，道路多係小巷無法通行汽車，最後到一個山坡，是當年刑場，公元四世紀開始建造聖墓教堂，是教友場朝聖的主要場所之一。

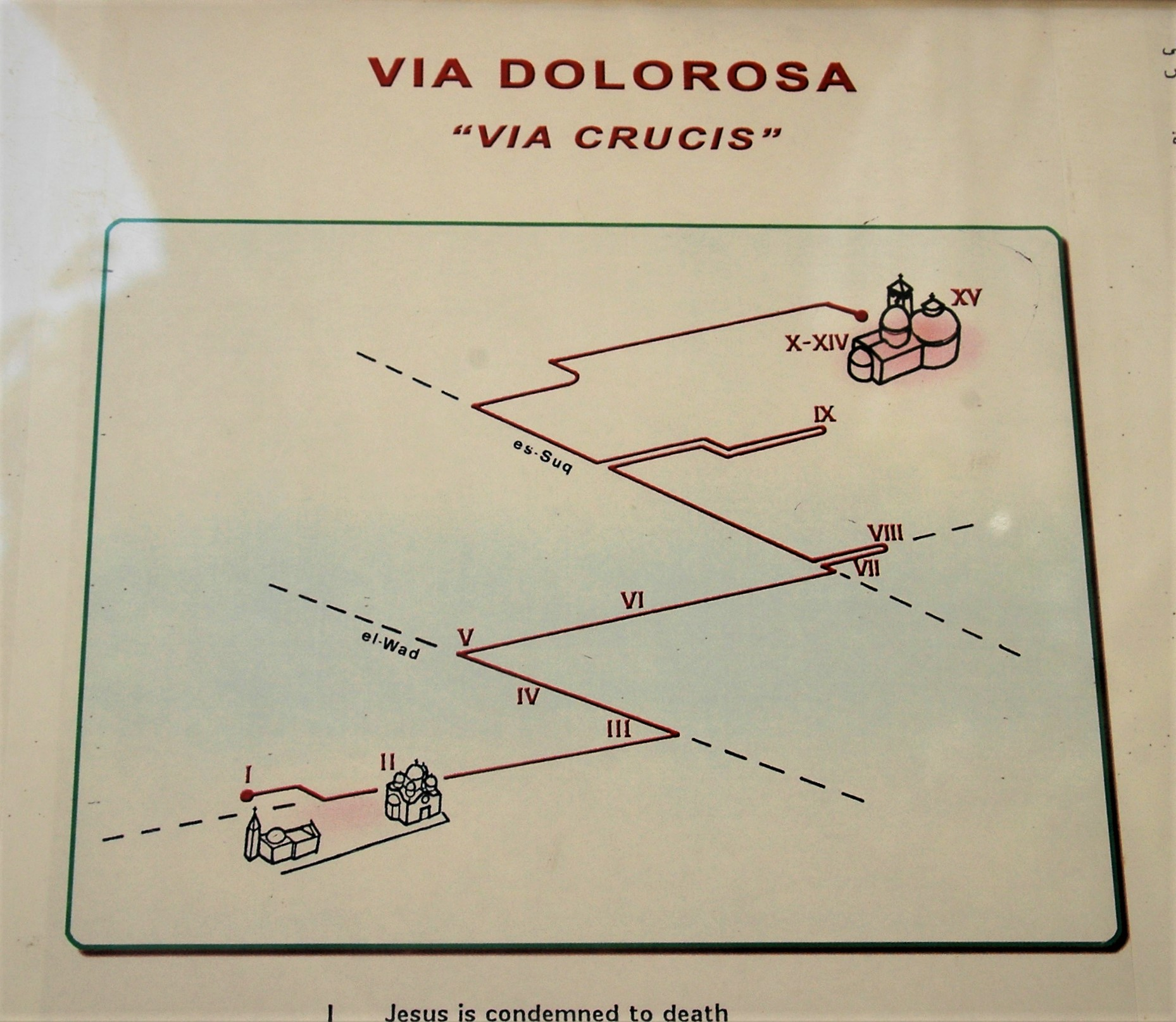
耶穌經過的十字架苦路十四处地圖。

## 十四处苦路
- 第一处：耶穌无罪而问死罪

「然后他们从盖法那裡把耶稣解往总督府，」（若18：28）
現為耶路撒冷奧瑪莉亞中學(Omariya)附近，經常每星期五的下午，聖方濟會的信徒，會集合在奧瑪莉亞中學的廣場，作紀念十字架之路的禮拜，並沿耶穌的聖跡，逐处再走一趟。
- 第二处：耶穌肩负十字重架

「那时，比拉多命人把耶穌带去鞭打了。」（若19：1）「於是比拉多把耶穌交給他們去釘死。」（若19：16）
現為耶路撒冷判刑及鞭打禮拜堂，這兩座聖方濟會禮拜堂，部分座落在據說是昔日耶穌被判死刑的普華石路上。
- 第三处：耶穌力尽首次跌倒

「是因为鼓舞我心灵的安慰者，已经離我遠去；」（哀1：16）
現為耶路撒冷愛華路(Ei-I-Wad)轉角有一波蘭禮拜堂，在禮拜堂大門的門楣上，有達多蕭梭萁(Thaddeus Zielinsky)的藝術雕刻品，描述耶穌在十字架下跌倒。
- 第四处：耶穌圣母苦街相遇

「一切過路的人啊！请你們细细觀察，看看有没有痛苦能像我所受的痛苦？」（哀1：12）
耶穌遇見母親，圓形標記在街面牆上。
- 第五处：耶稣伤重西满代荷

「有一個基勒乃人西满，是亞歷山大和魯富的父親，他從田间來，正路過那里，他們就強迫他背耶穌的十字架。」（谷15：21）
圓形標記是在聖方濟教會教禮拜堂，在到各各他的斜路上。
- 第六处：耶稣圣容永留帕上

「願上主的慈颜光照你，」（户6：25）
現建了一個耶穌小修女院禮拜堂，圣韦洛尼加（Saint Veronica）的故居已修建好，以紀念她的義行。
- 第七处：耶穌出城再次跌倒

「他們在一切苦難中，他也同受苦難。」（赛6：9）「他以自己的爱情和怜悯赎回了他们；」（依6：9）
圓形標記是在聖方濟教會教禮拜堂門上，根據傳統耶穌的處決判文是貼在這裡，故被稱為「審判的大門」。
- 第八处：耶穌回头惊醒婦女

「‘耶路撒冷女子！你们不要哭我，但应哭你们自己及你们的子女，」（路23：28）「如果对于青绿的树木，他们还这样做，对于枯槁的树木，又将怎样呢？’」（路23: 31）

標記是在希臘修道院牆壁上。
第九处：耶穌上山三次跌倒
「我的天主，承行你的旨意为我所喜爱，」（咏40：9）
右下標誌是耶穌第三次跌倒的地方，遠處是聖墓大殿的圓屋頂及半圓形的後殿。
第十处：耶穌刑前被剝衣服
「从脚掌直到头顶已体无完肤，尽是创痍、伤痕和新的伤口；」（依1：6）
耶穌被剝去外衣的地方，沿著圖右的樓梯上去，可到達耶穌被剝去外衣禮拜堂。
第十一处：耶穌手足被釘架上
「他們穿透了我的手腳，我竟能數清我的骨骼；」（咏22：17-18）「到了一個名叫‘髑髏’的地方，希伯來話叫‘哥耳哥达’，他們就在那裡把他釘在十字架上，」（若19: 18-19）
在聖墓大殿內，1938年用馬賽克的拉丁主壇標記耶穌被釘十字架的地方。
第十二处：耶穌悬垂在二盗中
「耶穌大聲喊說：厄里、厄里，肋玛撒巴黑塔尼！」就是說：「我的天主，我的天主！你為什麼舍棄了我？」（玛39：46）
目前也在聖墓大殿內，希臘祭壇是以東方風格裝飾，小副壇有一木像裝飾著。
第十三处：耶穌死后卸下圣尸
「有一個人名叫若瑟，是一個議员，」（路23：50）「他也是耶穌的門徒。」（玛27：57）「他去见比拉多，要求耶稣的遗体。他把遗体卸下，」（路23：52-53）
耶穌從十字架上取下來。放在膏抹石上面作安葬前的處理。耶穌的母親當時在那裡。
第十四处：耶穌圣尸埋葬墳墓
「若瑟领了耶稣的遗体，就用洁白的殓布将他包好，安放在为自己于岩石间所凿的新墓穴内；并把一块大石头滚到墓口，」（玛27：59-60）
也是耶穌復活的地方，並為基督信仰最神聖的所在。

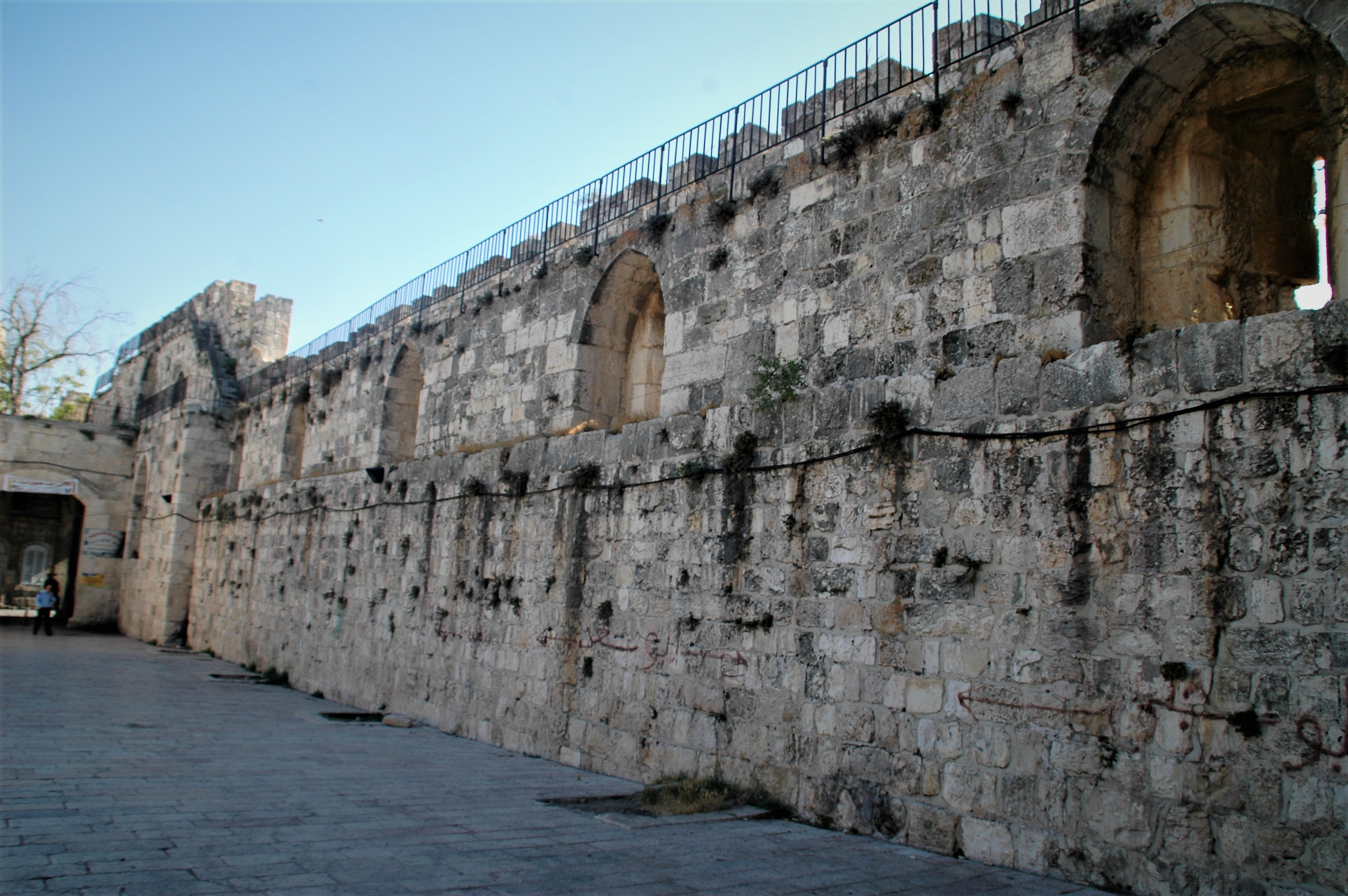
第一处 耶穌无罪而问死罪
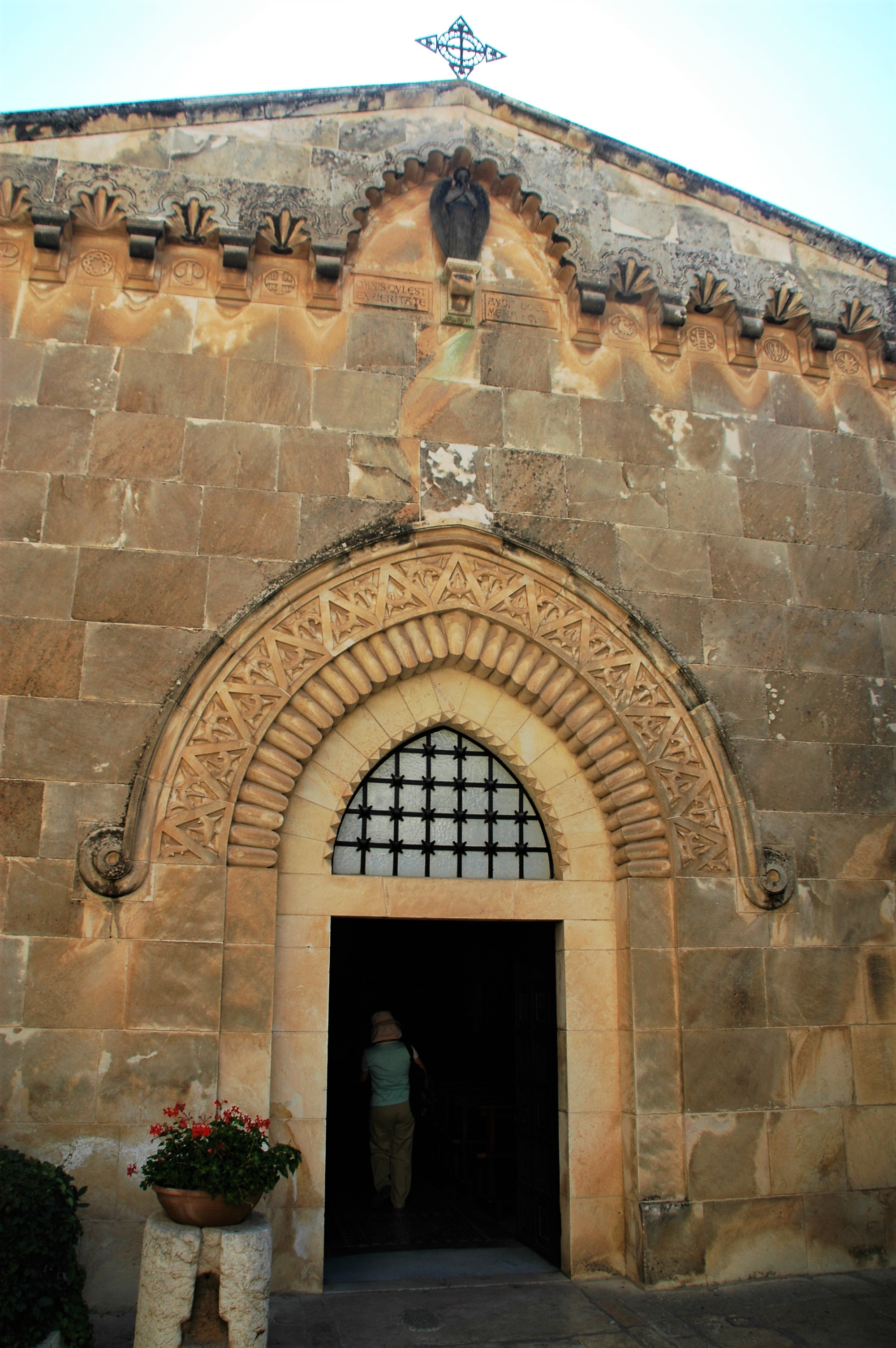
第二处 耶穌肩负十字重架
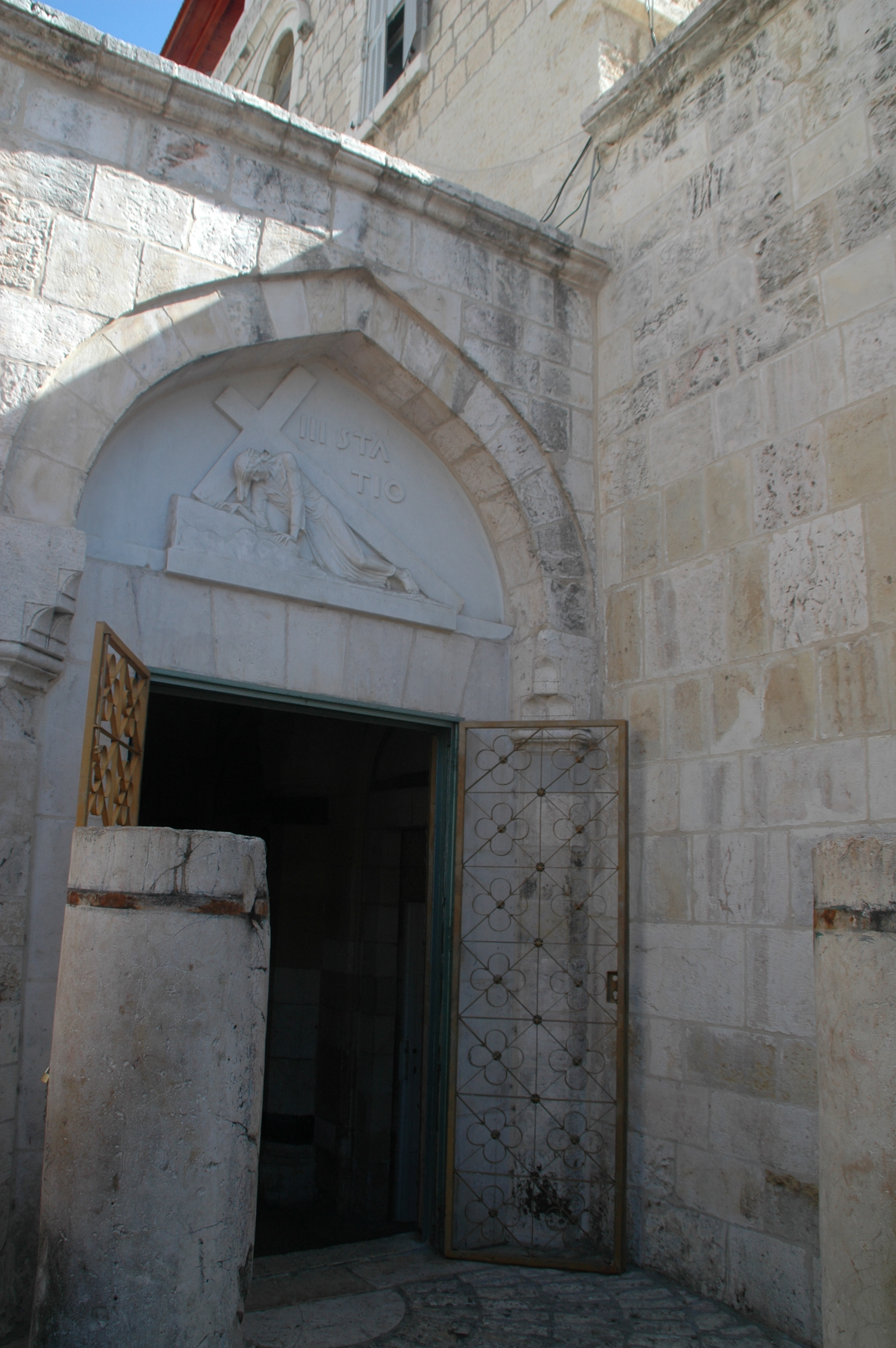
第三处 耶穌力尽首次跌倒
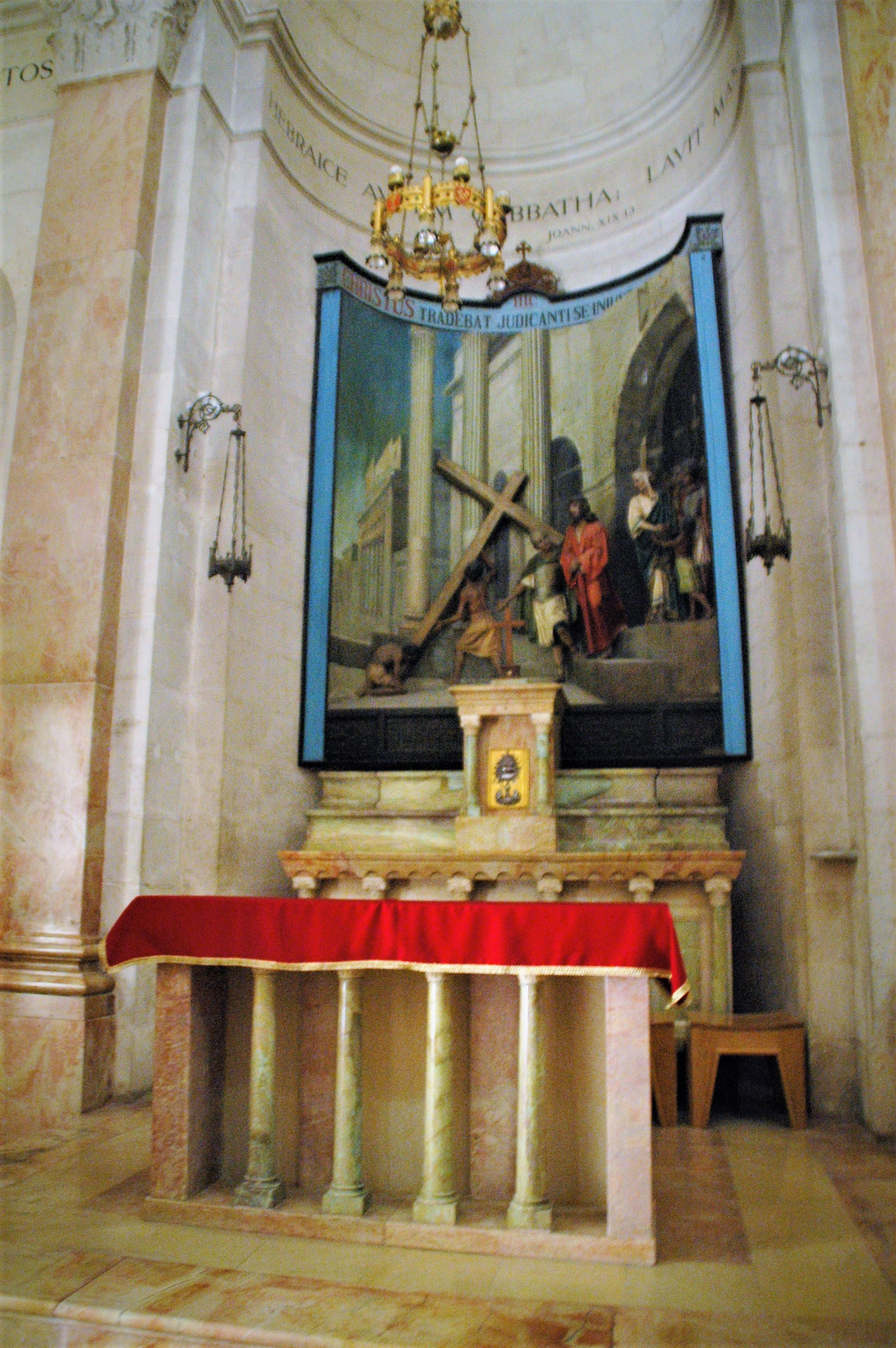
苦路第三处教堂內聖壇
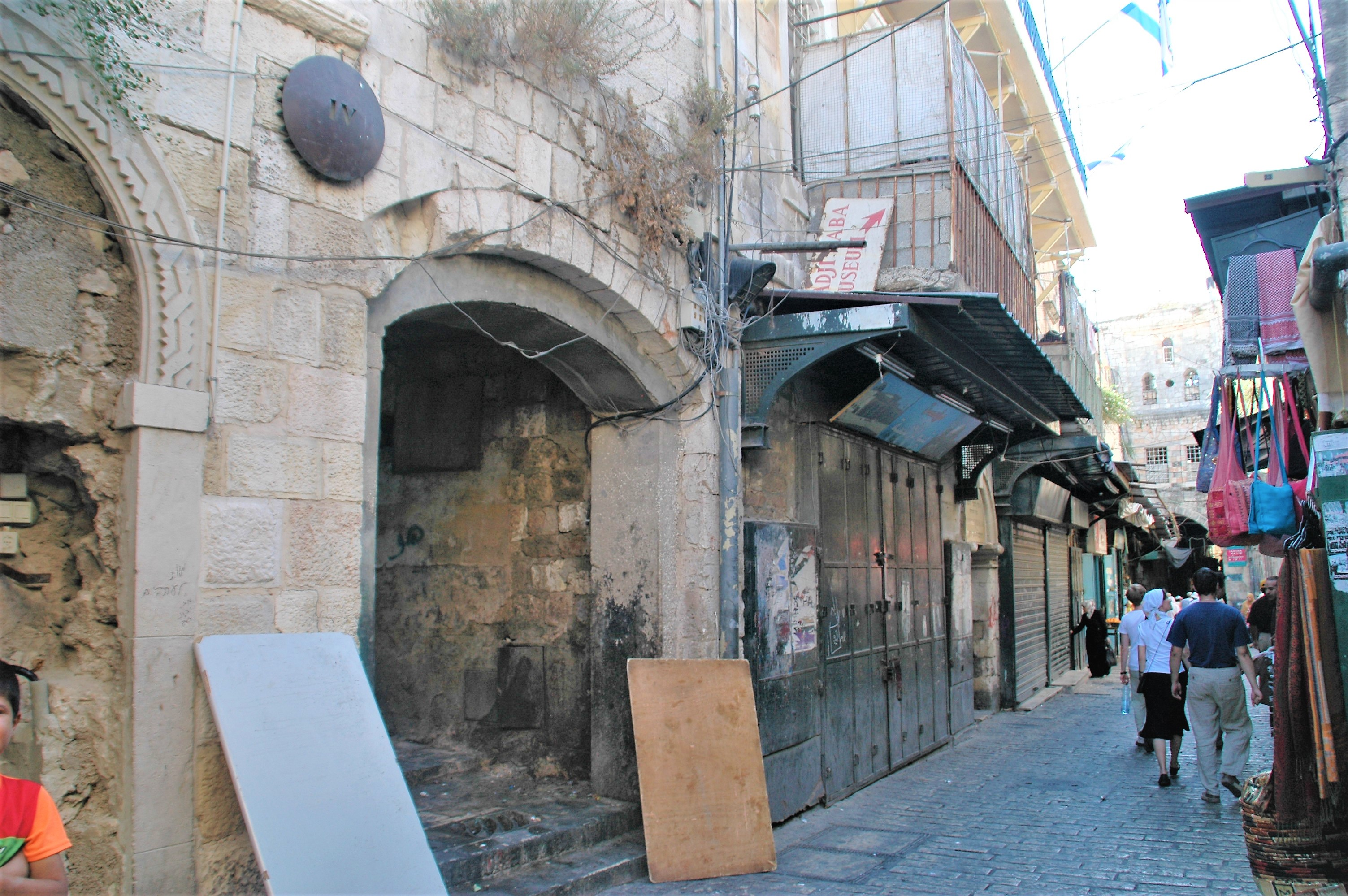
第四处 耶穌圣母苦街相遇
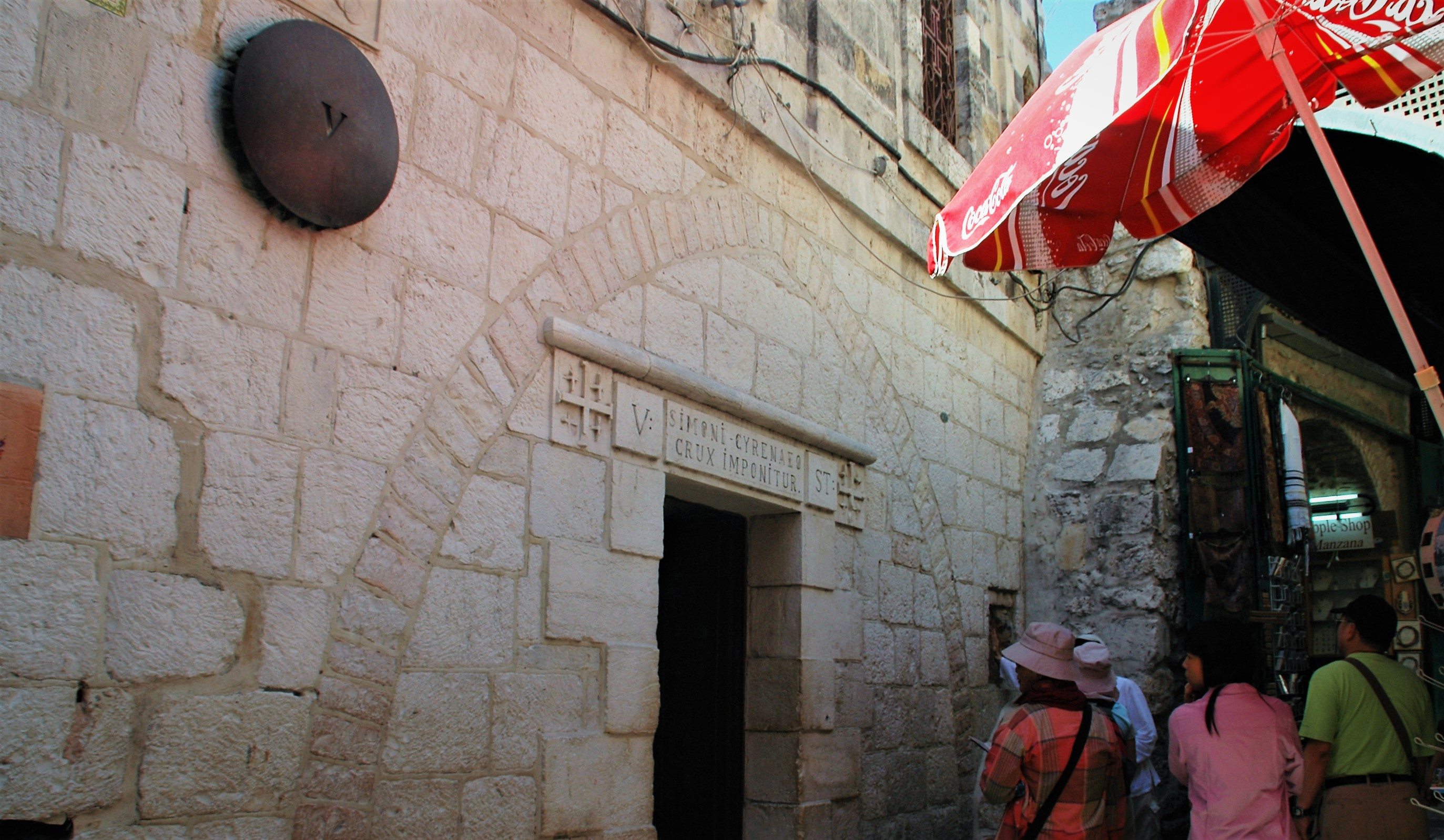
第五处 耶稣伤重西满代荷
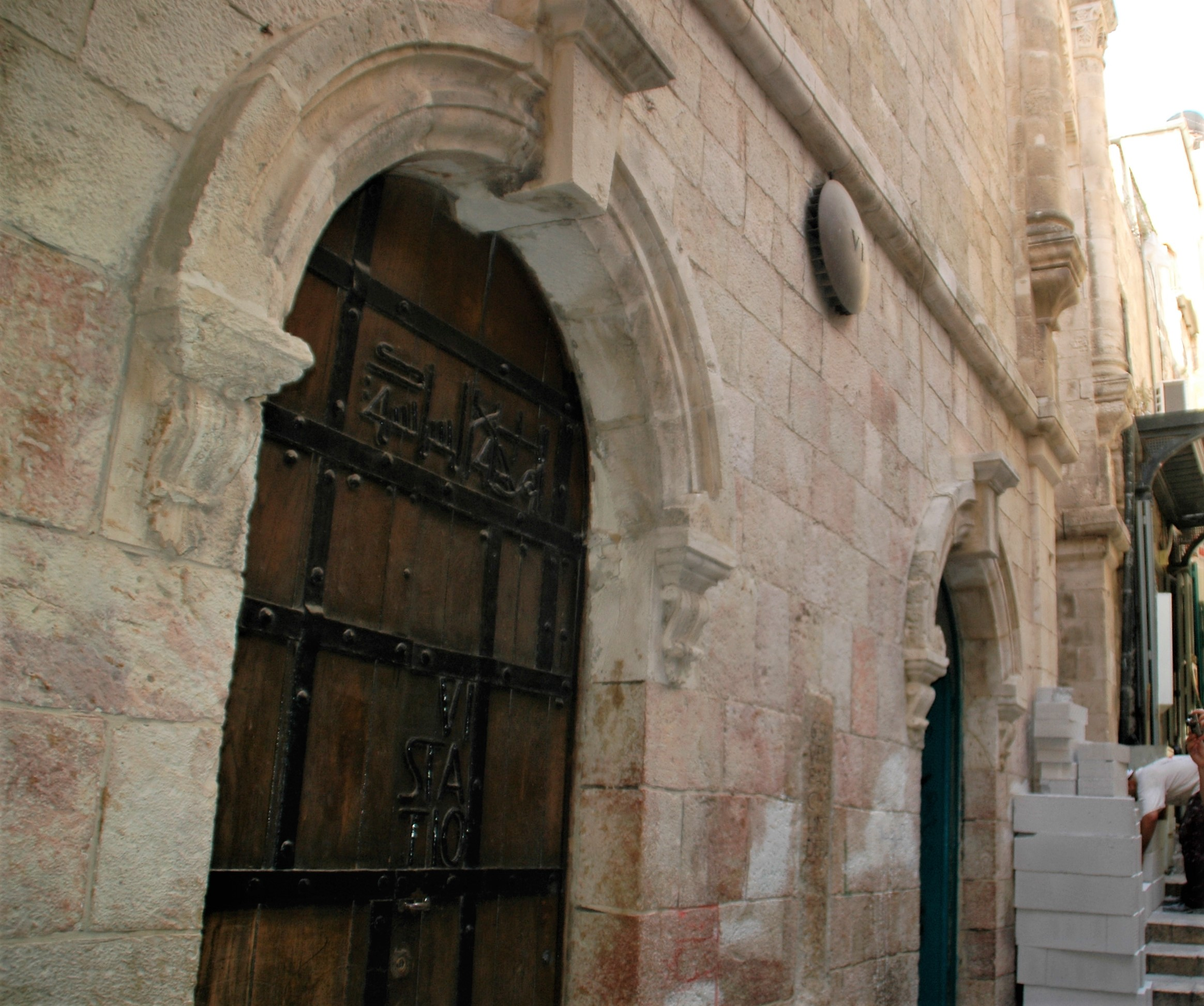
第六处 耶稣圣容永留帕上
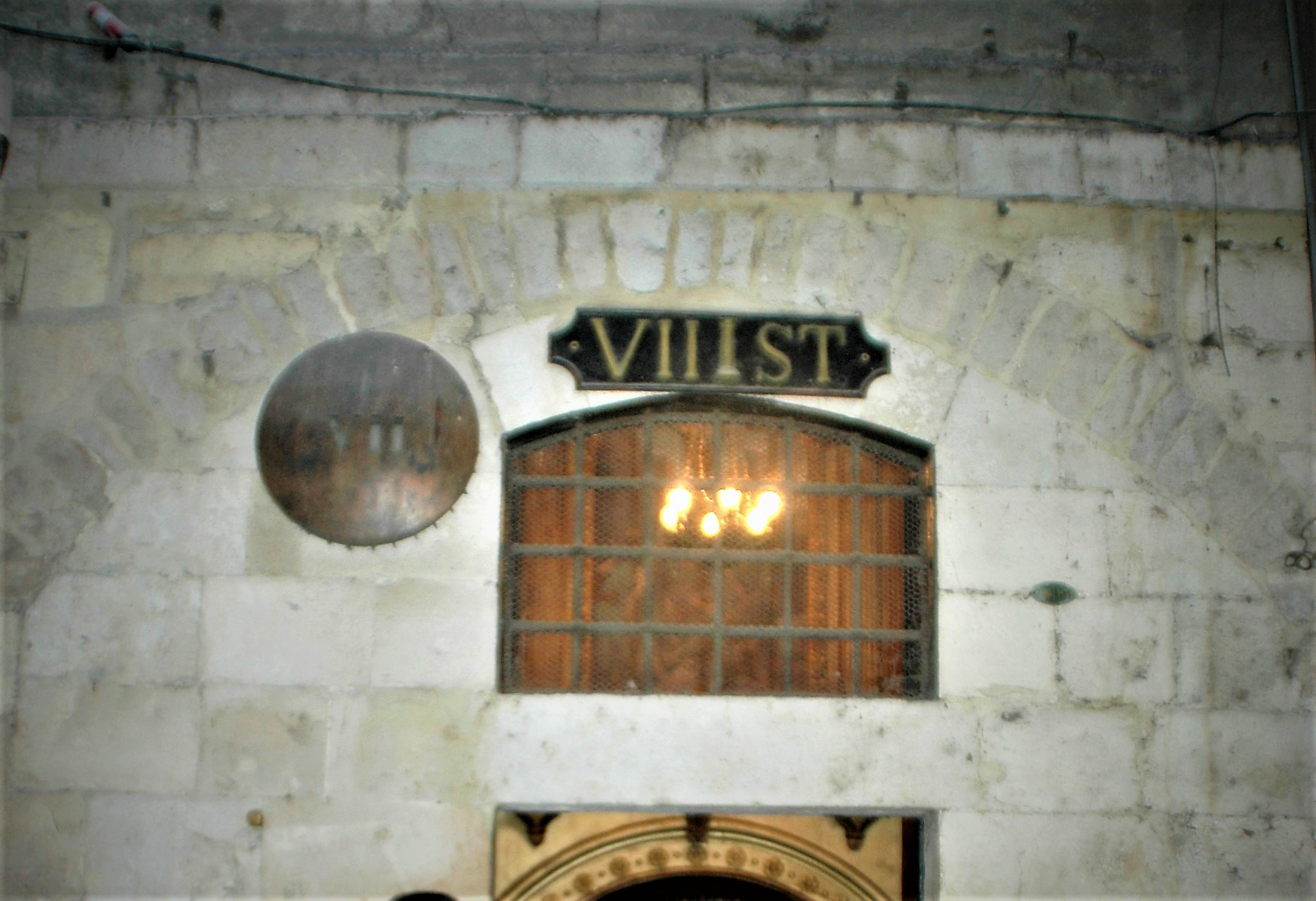
第七处 耶穌出城再次跌倒
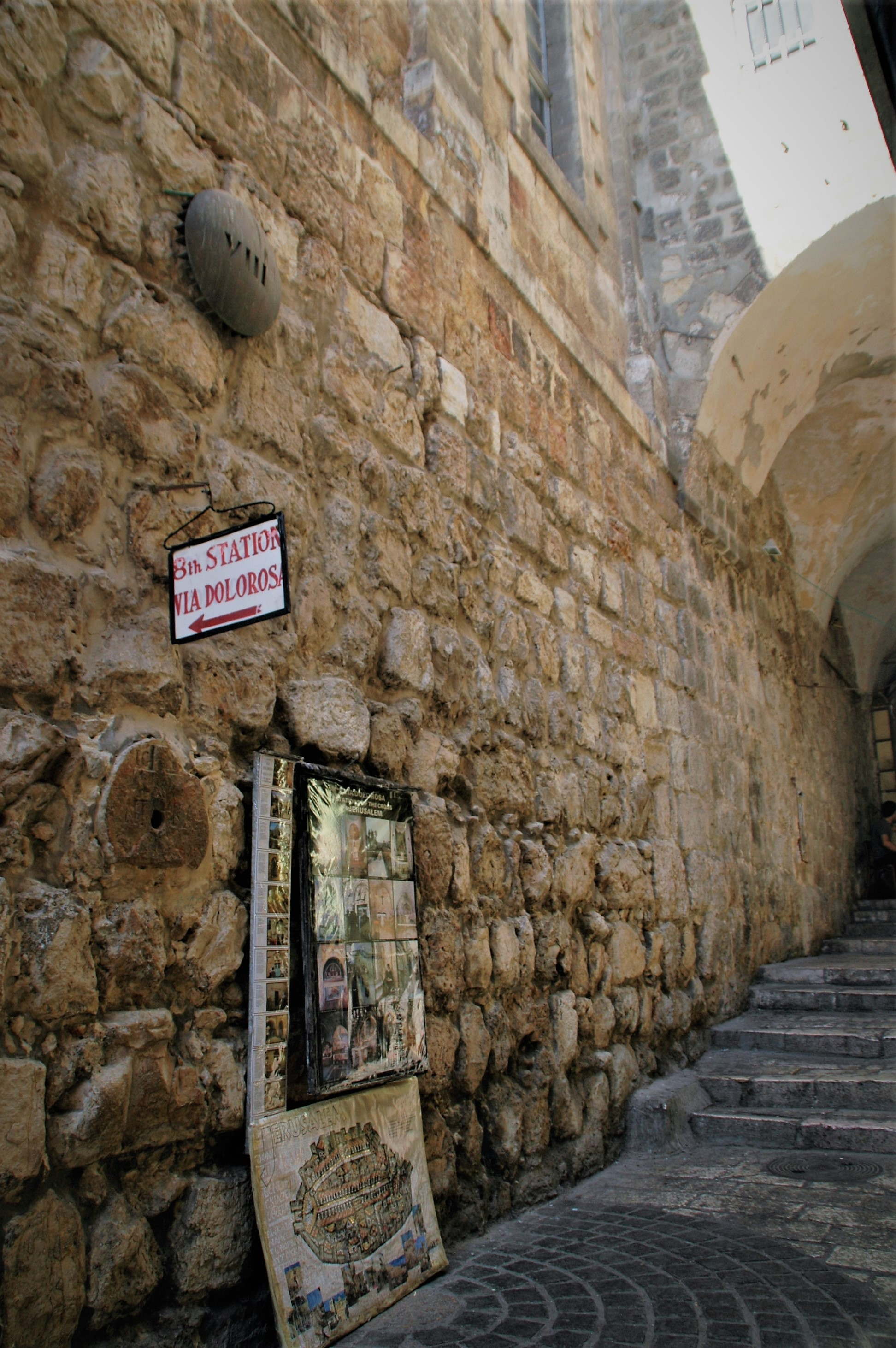
第八处 耶穌回头惊醒婦女
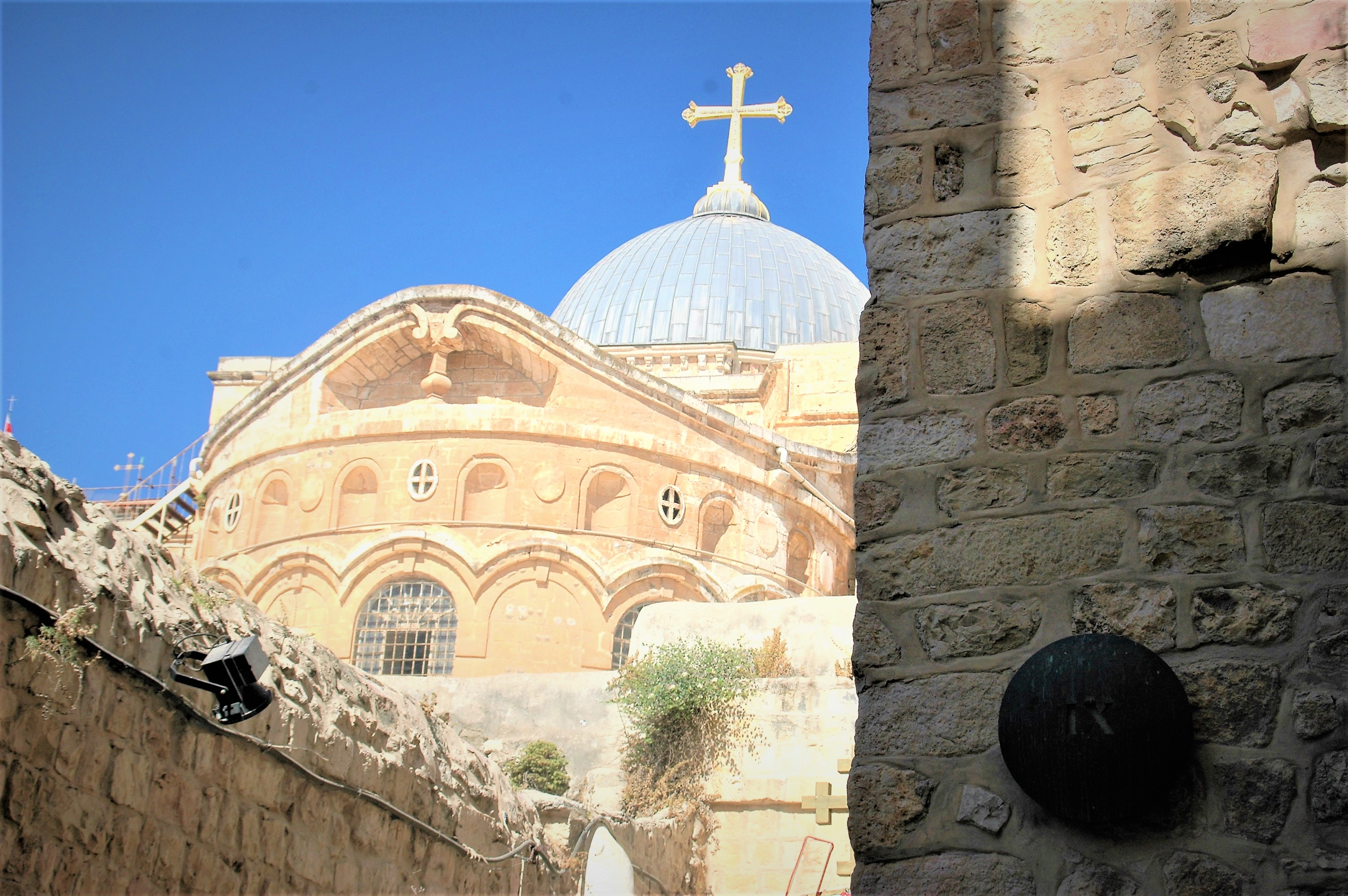
第九处 耶穌上山三次跌倒
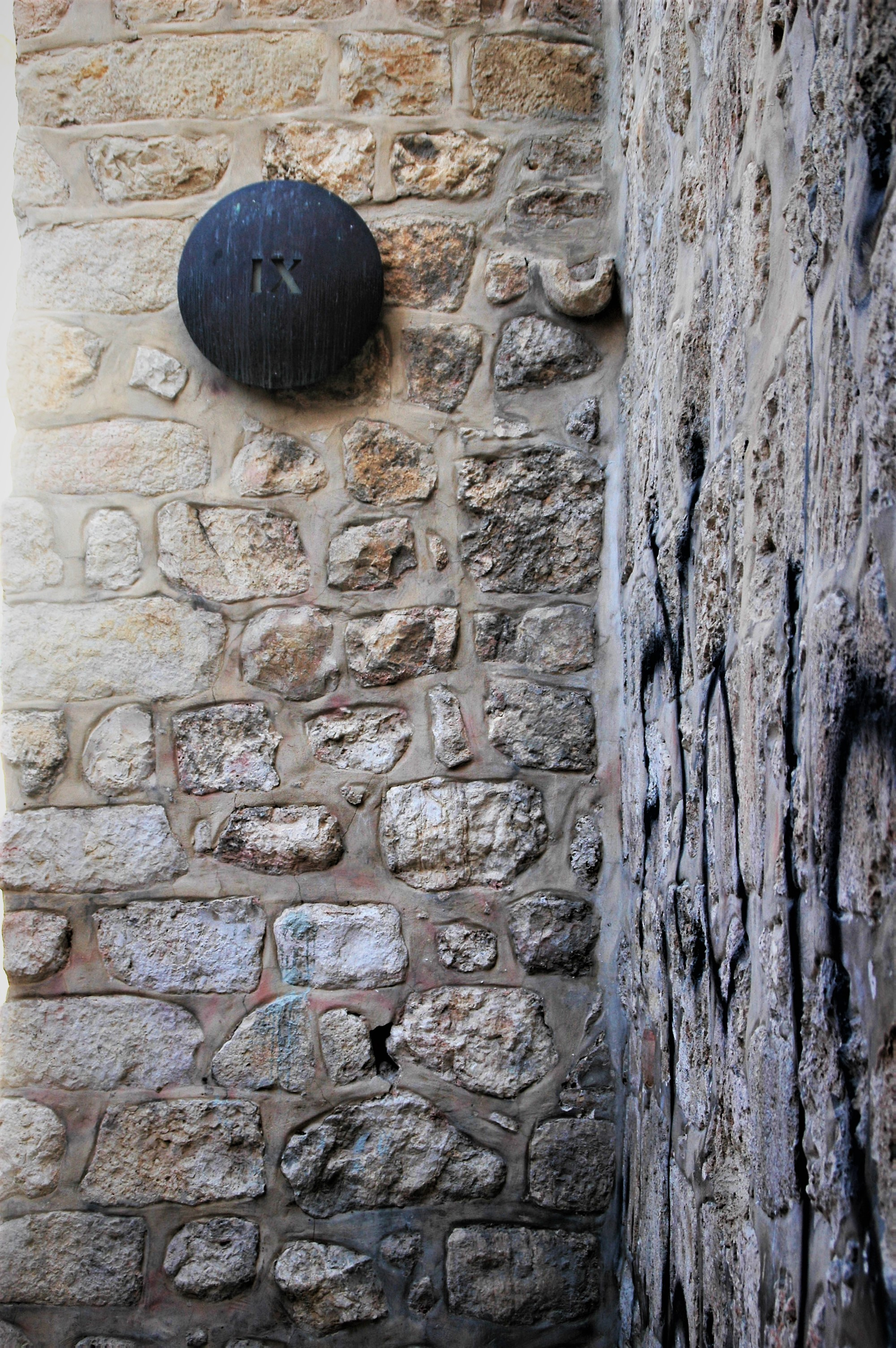
苦路第九处圓形標記
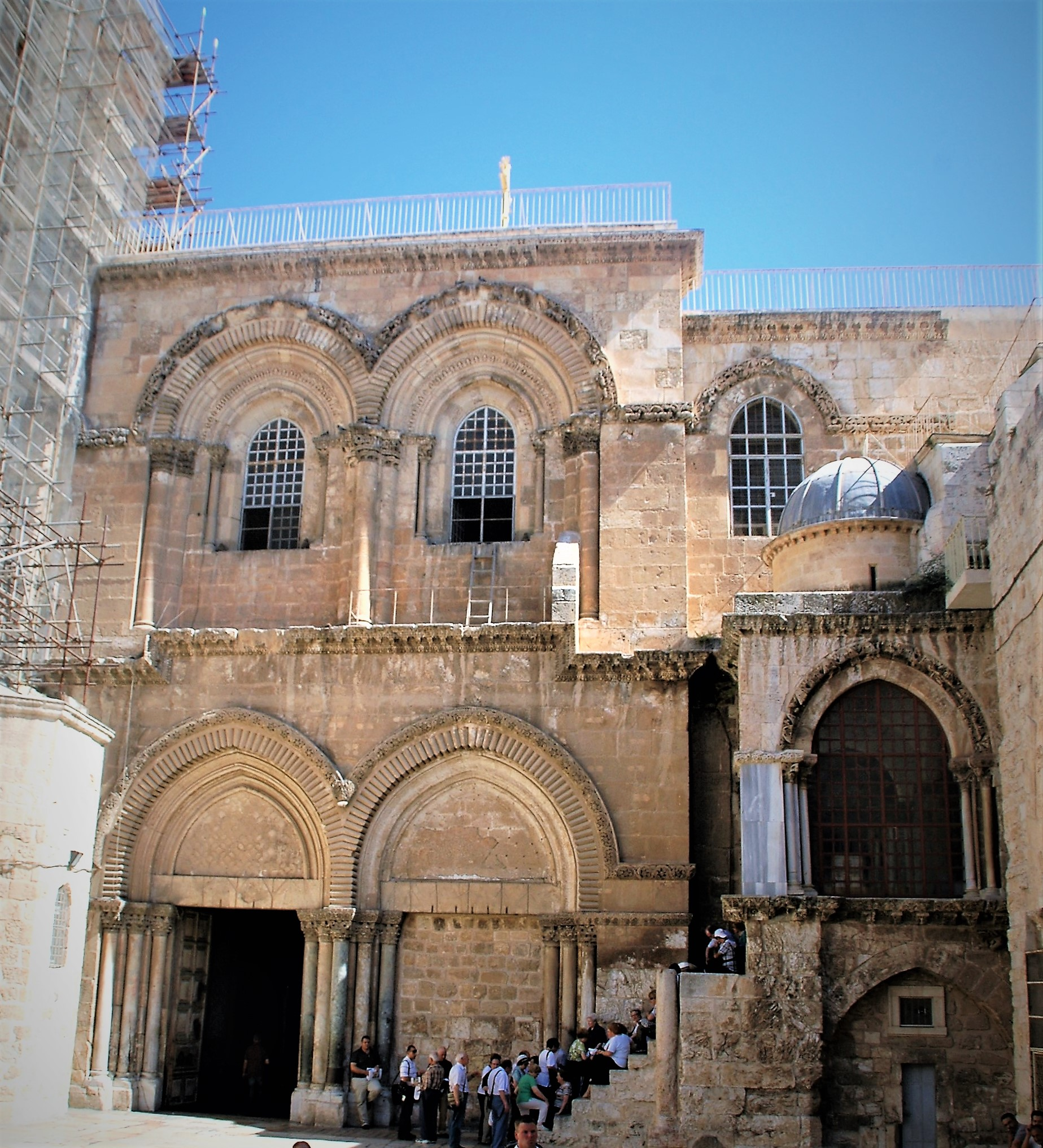
第十处 耶穌刑前被剝衣服
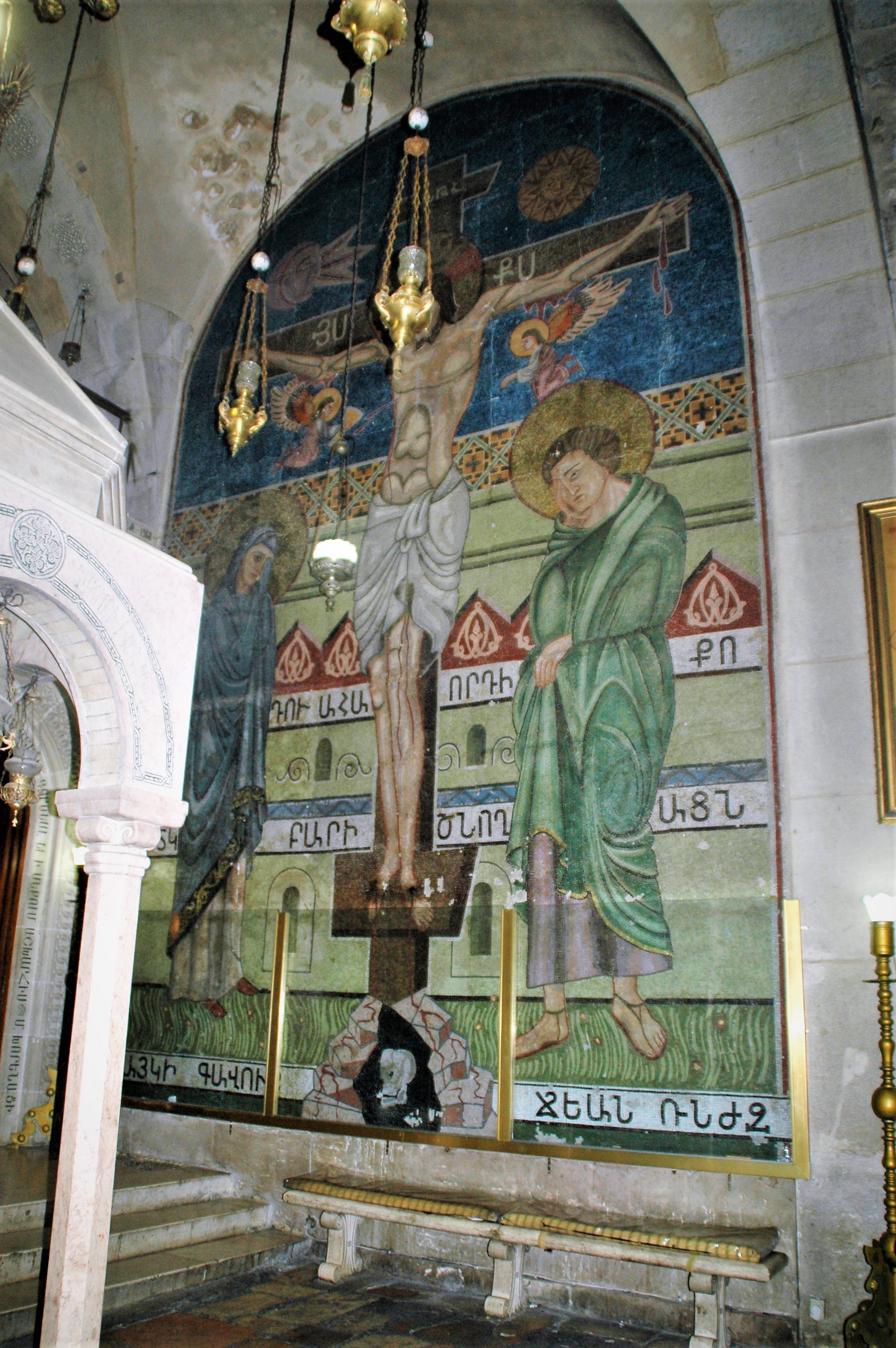
第十一处 耶穌手足被釘架上
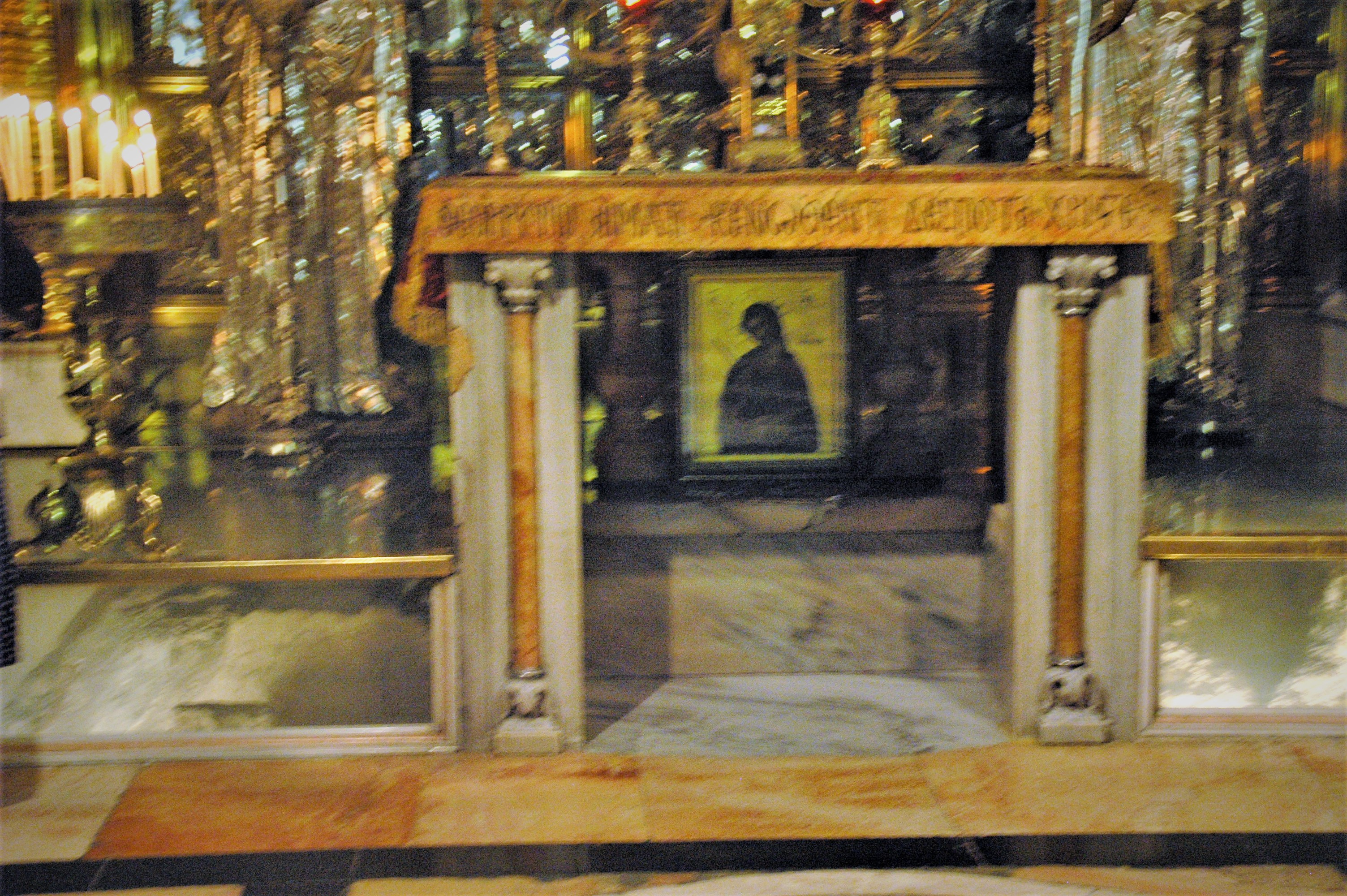
第十二处 耶穌悬垂在二盗中
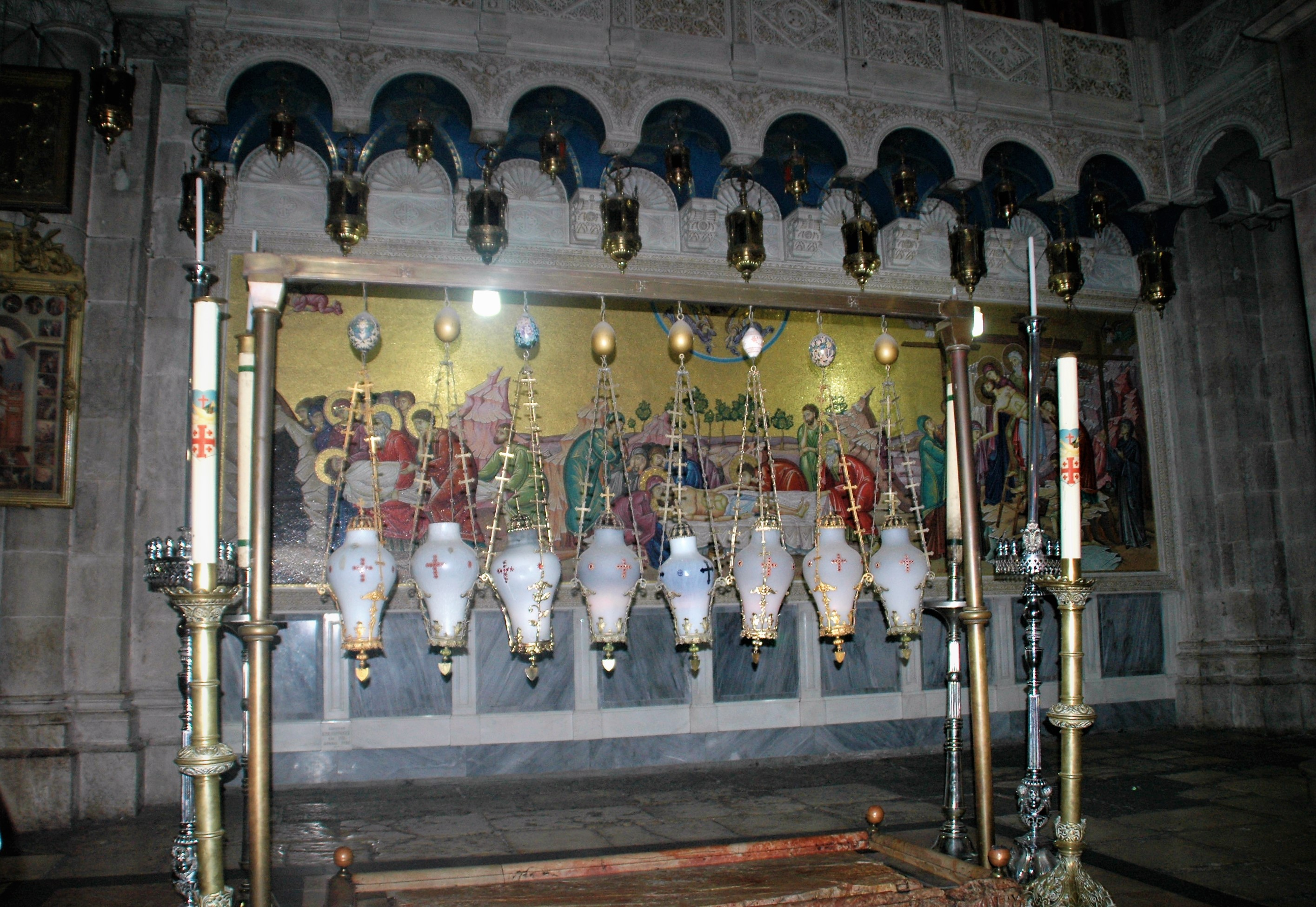
第十三处 耶穌死后卸下圣尸
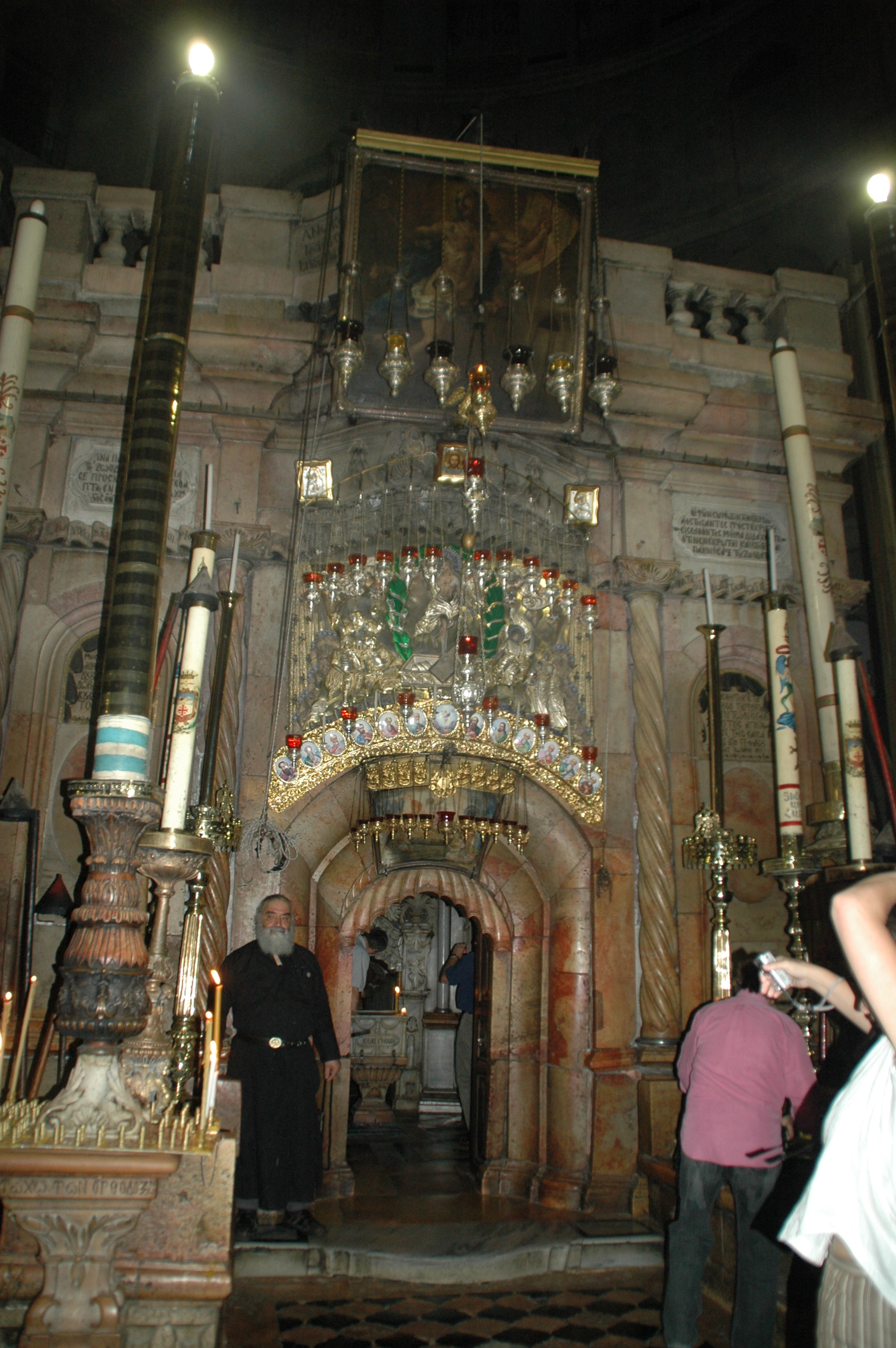
第十四处 耶穌圣尸埋葬墳墓